# La Gallega (Santa Cruz de Tenerife)
La Gallega es un barrio  periférico del municipio de Santa Cruz de Tenerife, en la isla de Tenerife —Canarias, España—. 
Se encuadra administrativamente dentro del distrito Suroeste.

## Toponimia
El barrio toma su nombre del lugar de origen de la que fuera propietaria de la extensa finca sobre la que se asienta.

## Características
Queda delimitado por el cauce del barranco Grande al norte; por la avenida de Las Hespérides y la calle de la Cruz de La Gallega al este; por las calles del Girasol, la Orquídea y la Camella al sur; y por el Camino del Candil al oeste.
Se localiza a unos trece kilómetros del centro de Santa Cruz, a una altitud media de 510 m s. n. m. Abarca una superficie de 1,57 km².
La Gallega cuenta con el centro de enseñanza IES El Sobradillo, la Iglesia Evangélica de la Gracia, la capilla del Cristo de La Gallega, cuatro parques públicos —Las Tres Parcelas, La Molanera, La Hoya y Santa Catalina—, varias plazas públicas y parques infantiles, instalaciones deportivas, dos farmacias, así como una atractiva zona comercial en la avenida de Los Majuelos. Aquí se encuentra también el cementerio de Santa Catalina.
El límite al este con el barrio de El Sobradillo se encuentra el IES El Sobradillo, donde se imparten enseñanzas de ESO y Bachillerato, así como de Formación Profesional. El barrio carece de otros equipamientos de enseñanza primaria o infantil.
En el plano sanitario, está proyectado un Centro de Salud dependiente del Servicio Canario de la Salud que se ubicaría en la zona de la Rotonda de Cercado Corazón.
En el barrio se encuentra un importante yacimiento arqueológico de la cultura guanche en forma de estación de grabados rupestres. Este yacimiento fue declarado en 1999 Bien de Interés Cultural en la categoría de Zona Arqueológica sobre la base de la Ley de Patrimonio Histórico de Canarias.

## Historia
Los terrenos sobre los que se asienta el barrio fueron cedidos en 1972 por el ayuntamiento de El Rosario a la capital ante la necesidad de expansión de esta. Sin embargo, La Gallega surge como expansión del barrio de El Sobradillo a principios de los años 2000, como zona residencial obrera para acoger a gran parte de los tinerfeños procedentes del sur de la isla.

## Demografía
Con una población de 7.787 habitantes según el censo oficial del ayuntamiento de Santa Cruz de Tenerife a 1 de enero de 2024, este barrio se convierte en el cuarto en cuanto a población del distrito Suroeste, teniendo a dicha fecha una población infantojuvenil (0-14 años) de 1.169 habitantes.
| Año        | 2003 | 2004  | 2005  | 2006  | 2007  | 2008  | 2009  | 2010  | 2011  | 2012  | 2013  | 2014  | 2015  | 2016  | 2017  | 2018  | 2019  | 2020  | 2021  | 2022  | 2023  | 2024  |
| ---------- | ---- | ----- | ----- | ----- | ----- | ----- | ----- | ----- | ----- | ----- | ----- | ----- | ----- | ----- | ----- | ----- | ----- | ----- | ----- | ----- | ----- | ----- |
| Habitantes | 968  | 2.038 | 2.542 | 3.129 | 3.670 | 4.162 | 4.557 | 4.938 | 5.899 | 6.004 | 6.165 | 6.351 | 6.460 | 6.873 | 7.214 | 7.354 | 7.410 | 7.571 | 7.531 | 7.569 | 7.706 | 7.787 |

## Comunicaciones
Se llega al barrio a través de la Carretera General del Sur TF-28 o por la avenida de Los Majuelos.

### Transporte público
En guagua queda conectado mediante las siguientes líneas de TITSA: 
| Línea | Trayecto                                                   | Recorrido     |
| ----- | ---------------------------------------------------------- | ------------- |
| 055   | Intercambiador Laguna - Bco. Grande (por Geneto)           | Horario/Línea |
| 231   | Intercambiador Santa Cruz - La Gallega (Directo)           | Horario/Línea |
| 232   | Intercambiador Santa Cruz - El Cardonal - La Gallega       | Horario/Línea |
| 944   | El Tablero - La Gallega - Avda. Hespérides - Tíncer - Taco | Horario/Línea |
| 975   | Intercambiador Santa Cruz - Taco - Tíncer - La Gallega     | Horario/Línea |

## Lugares de interés
- Zona arqueológica La Gallega (BIC)